# Fresh Fruit for Rotting Vegetables
“Fresh Fruit for Rotting Vegetables” je debutové album od Dead Kennedys. Vyšlo v září 1980 přes Faulty Products (v USA) a u Cherry Red Records ve Spojeném království. Jako nejprodávanější a obecně kritikou nejlépe uznávané album Dead Kennedys se stalo jádrem amerického a britského punku.

## Seznam skladeb
1. „Kill the Poor“ – 3:07 (Jello Biafra/East Bay Ray)
2. „Forward to Death“ – 1:23 (6025)
3. „When Ya Get Drafted“ – 1:23 (Jello Biafra)
4. „Let's Lynch the Landlord“ – 2:13 (Jello Biafra)
5. „Drug Me“ – 1:56 (Jello Biafra)
6. „Your Emotions“ – 1:20 (East Bay Ray)
7. „Chemical Warfare“ – 2:58 (Jello Biafra)
8. „California Über Alles“ – 3:03 (Jello Biafra and John Greenway)
9. „I Kill Children“ – 2:04 (Jello Biafra)
10. „Stealing People's Mail“ – 1:34 (Jello Biafra)
11. „Funland at the Beach“ – 1:49 (Jello Biafra)
12. „Ill in the Head“ – 2:46 (6025/Jello Biafra)
13. „Holiday in Cambodia“ – 4:37 (Dead Kennedys)
14. „Viva Las Vegas“ – 2:42 (Doc Pomus and Mort Shuman)

## Výroba alba
- Jello Biafra - zpěv, předloha
- East Bay Ray - kytara, producent
- Klaus Flouride - basová kytara, vokály
- Ted - bicí
- 6025 - druhá kytara ve skladbě "Ill in the Head"
- Paul Roessler - klávesy
- Ninotchka - klávesy, vokály
- Dirk Dirksen - vokály
- Bobby Unrest - vokály
- Michael Synder - vokály
- Bruce Claderwood - vokály
- Barbara Hellbent - vokály
- HyJean - vokály
- Curt - vokály
- Chi Chi - vokály
- Norm - producent
- Oliver Dicicco - technik, mixáž
- Annie Horwood - předloha
- Winston Smith - předloha